# Naked as We Came
Naked as We Came là một bộ phim chính kịch Mỹ năm 2012 do Richard LeMay đạo diễn và có sự tham gia của các diễn viên Benjamin Weaver, Karmine Alers, Lue McWilliams và Ryan Vigilant.

## Diễn viên
- Benjamin Weaver vai Ted
- Karmine Alers vai Laura
- Lue McWilliams vai Lilly
- Ryan Vigilant vai Elliot
- Sturgis Adams vai Jeff
- John Challice vai Eric

## Giải thưởng và đề cử
- 2012, Won Audience Award" for 'Best Feature' at Cinema Diverse
- 2012, Won Audience Award for 'Best Overall Feature' at Long Island Gay and Lesbian Film Festival